# Just Like Fire
"Just Like Fire" is een nummer van de Amerikaanse zangeres Pink van de soundtrack van de film Alice Through the Looking Glass, dat in 2016 wordt uitgebracht. Pink heeft het nummer geschreven samen met Max Martin, Shellback en Oscar Holter. Het nummer was op 15 april 2016 uitgebracht door RCA Records en Walt Disney Records. 

## Videoclip
De bijhorende videoclip is geregisseerd door Dave Meyers en kwam uit op 9 mei 2016, vóór de release van de film Alice Through the Looking Class, die op 27 mei 2016 wordt uitgebracht in de Verenigde Staten.

## Tracklijst
| Nr. | Titel                                                | Duur |
| --- | ---------------------------------------------------- | ---- |
| 1.  | Just Like Fire (van Alice Through the Looking Class) | 3:35 |

## Hitnoteringen

### Nederlandse Top 40
| Positie: | 33 | 30 | 28 | 31 | 26 | 22 | 31 | 34 | 37 | uit |

### NederlandseSingle Top 100
| Hitnotering: 14-05-2016 t/m 16-07-2016 | Hitnotering: 14-05-2016 t/m 16-07-2016 | Hitnotering: 14-05-2016 t/m 16-07-2016 | Hitnotering: 14-05-2016 t/m 16-07-2016 | Hitnotering: 14-05-2016 t/m 16-07-2016 | Hitnotering: 14-05-2016 t/m 16-07-2016 | Hitnotering: 14-05-2016 t/m 16-07-2016 | Hitnotering: 14-05-2016 t/m 16-07-2016 | Hitnotering: 14-05-2016 t/m 16-07-2016 | Hitnotering: 14-05-2016 t/m 16-07-2016 | Hitnotering: 14-05-2016 t/m 16-07-2016 | Hitnotering: 14-05-2016 t/m 16-07-2016 |
| Week:                                  | 1                                      | 2                                      | 3                                      | 4                                      | 5                                      | 6                                      | 7                                      | 8                                      | 9                                      | 10                                     |                                        |
| -------------------------------------- | -------------------------------------- | -------------------------------------- | -------------------------------------- | -------------------------------------- | -------------------------------------- | -------------------------------------- | -------------------------------------- | -------------------------------------- | -------------------------------------- | -------------------------------------- | -------------------------------------- |
| Positie:                               | 89                                     | 96                                     | 82                                     | 63                                     | 57                                     | 66                                     | 82                                     | 83                                     | 90                                     | 98                                     | uit                                    |

### NederlandseMega Top 50
| Hitnotering: 30-04-2016 t/m 23-07-2016 | Hitnotering: 30-04-2016 t/m 23-07-2016 | Hitnotering: 30-04-2016 t/m 23-07-2016 | Hitnotering: 30-04-2016 t/m 23-07-2016 | Hitnotering: 30-04-2016 t/m 23-07-2016 | Hitnotering: 30-04-2016 t/m 23-07-2016 | Hitnotering: 30-04-2016 t/m 23-07-2016 | Hitnotering: 30-04-2016 t/m 23-07-2016 | Hitnotering: 30-04-2016 t/m 23-07-2016 | Hitnotering: 30-04-2016 t/m 23-07-2016 | Hitnotering: 30-04-2016 t/m 23-07-2016 | Hitnotering: 30-04-2016 t/m 23-07-2016 | Hitnotering: 30-04-2016 t/m 23-07-2016 | Hitnotering: 30-04-2016 t/m 23-07-2016 | Hitnotering: 30-04-2016 t/m 23-07-2016 |
| Week:                                  | 1                                      | 2                                      | 3                                      | 4                                      | 5                                      | 6                                      | 7                                      | 8                                      | 9                                      | 10                                     | 11                                     | 12                                     | 13                                     |                                        |
| -------------------------------------- | -------------------------------------- | -------------------------------------- | -------------------------------------- | -------------------------------------- | -------------------------------------- | -------------------------------------- | -------------------------------------- | -------------------------------------- | -------------------------------------- | -------------------------------------- | -------------------------------------- | -------------------------------------- | -------------------------------------- | -------------------------------------- |
| Positie:                               | 36                                     | 37                                     | 30                                     | 24                                     | 25                                     | 26                                     | 26                                     | 37                                     | 42                                     | 37                                     | 30                                     | 30                                     | 45                                     | uit                                    |

## Releasedata
| Land             | Releasedatum  | Formaat        | Label            |
| ---------------- | ------------- | -------------- | ---------------- |
| Wereldwijd       | 15 april 2016 | Muziekdownload | RCA              |
| Verenigde Staten | 19 april 2016 | Radio          | RCA, Walt Disney |
| Italië           | 22 april 2016 | Radio          | RCA, Walt Disney |